# 적성면 (파주시)
적성면(積城面)은 대한민국 경기도 파주시의 면이다.
적성은 원래 고려, 조선시대에는 파주, 연천과는 별도의 행정구역이었다. 삼국시대에는 백제와 고구려의 칠중현이었으며 신라 경덕왕 때 중성현으로 개칭하고, 고려 때 적성현으로 고쳤다. 구 적성군의 동면, 서면, 현내면 지역으로 적성군이 해체되면서 동면, 서면, 현내면을 통합하여 적성면으로 하여 연천군에 편입되었다가 1945년 파주군에 편입되었다.

## 역사
본래 적성군 지역으로 적성읍내였던 현내면의 읍내·관동·가월·검상·주월·설마 등 6개리와 동면의 객현·백운·장평·송현·산덕·율포·어유지·적암·늘목의 9개리와 서면의 두지·마지·식현·도장·무건·답곡·자장·현석·장파리를 각각 관할하였는데, 1914년 행정구역 폐합 때 적성군이 해체되면서, 현내면 6개리, 동면의 9개리와 서면의 9개리, 마전군 군내면의 삼화리, 장단군 고남면의 장좌리, 양주군 영근면의 하원리 일부, 파주군 파평면의 천천리 일부 지역을 병합하여 적성면이라 하여 연천군에 편입하였다.
- 1914년 4월 1일 : 적성군(積城郡)을 연천군에 편입하였다. 적성군 동면(東面), 서면(西面)과 마전군 군내면 삼화리를 적성면으로 합면하였다.[1]

19리 - 구읍리, 가월리, 주월리, 설마리, 객현리, 율포리, 늘목리, 장현리, 어유지리, 적암리, 두지리, 마지리, 무건리, 식현리, 장파리, 답곡리, 자장리, 삼화리, 장좌리
- 1945년 8월 15일 : 연천군 대부분은 소군정의 관할에 두었다. 다만, 적성면, 백학면 일부, 전곡면 일부, 남면은 미군정의 관할에 두었다.
- 1945년 11월 4일 : 미군정 관할의 연천군을 파주군에 편입하였고, 백학면 일부, 전곡면 일부를 적성면에 편입하였다.[2]
- 1954년 11월 17일 : 연천군의 행정권이 회복되어 구 백학면, 구 전곡면의 38선 이남 지역을 연천군에 환원하고, 삼화리를 연천군 미산면에 이관하였다.[3] (18법정리)
- 1963년 1월 1일 : 늘목리를 연천군 전곡면에 이관하였다.[4] (17법정리)
- 1973년 7월 1일 : 장파리를 파평면에 이관하였다.[5] (16법정리)

## 행정 구역
| 법정리   | 한자명   | 행정리                    | 비고                   |
| -------- | -------- | ------------------------- | ---------------------- |
| 가월리   | 佳月里   | 가월리                    |                        |
| 객현리   | 客峴里   | 객현1리, 객현2리          |                        |
| 구읍리   | 舊邑里   | 구읍1리, 구읍2리, 구읍3리 |                        |
| 답곡리   | 沓谷里   | 답곡리                    |                        |
| 두지리   | 斗只里   | 두지리                    |                        |
| 마지리   | 馬智里   | 마지1리, 마지2리          | 면 행정복지센터 소재지 |
| 무건리   | 武建里   | 무건리                    |                        |
| 설마리   | 雪馬里   | 설마리                    |                        |
| 식현리   | 食峴里   | 식현1리, 식현2리          |                        |
| 어유지리 | 魚遊池里 | 어유지1리, 어유지2리      |                        |
| 율포리   | 栗浦里   | 율포리                    |                        |
| 자장리   | 紫長里   | 자장리                    |                        |
| 장좌리   | 長佐里   | -                         | 거주 인구 없음         |
| 장현리   | 墻峴里   | 장현1리, 장현2리          |                        |
| 적암리   | 赤岩里   | 적암리                    |                        |
| 주월리   | 舟月里   | 주월리                    |                        |

## 교육 기관
- 고등학교

|  | - 삼광고등학교 | - 경기세무고등학교 |

- 중학교

|  | - 어유중학교 | - 삼광중학교 |

- 초등학교

|  | - 마지초등학교 : 적성면 칠중1길 39 (마지리) - 적서초등학교 : 적성면 적서초교길 3 (식현리) - 적암초등학교 : 적성면 율곡로 3042 (적암리) - 적성초등학교 : 적성면 달빛길 54 (가월리) (1998년 폐교, 現 파주평화통일체험학습장) |

## 문화재
- 김덕함 묘 및 신도비 - 경기도 기념물 제144호

## 참고 문헌
- 《파주의 역사와 문화》, 파주문화원, 2005년 12월.
- 《파주지명유래와 전설》, 파주문화원, 1997년 12월.

## 같이 보기
- 적성군